# Katarzyna Piasecka
Katarzyna Piasecka (ur. 12 sierpnia 1978 w Świebodzinie) – polska stand-uperka, komiczka, improwizatorka, konferansjerka, aktorka, autorka tekstów,  artystka kabaretowa.

## Życiorys
Katarzyna Piasecka urodziła się w Świebodzinie, ale wychowywała się w niedużej miejscowości Cibórz w województwie lubuskim. Uczyła się w liceum w Świebodzinie. Następnie przeprowadziła się do Zielonej Góry, gdzie studiowała pedagogikę. W 2002 roku uzyskała tytuł magistra pedagogiki terapeutycznej. Aktualnie mieszka w Warszawie.
Będąc na studiach trafiła do klubu komediowego Gęba, gdzie brała udział w warsztatach, a następnie związała się z Kabaretem Słuchajcie, z którym występowała od końca 2001 roku do października 2009. Z biegiem czasu jej pozycja w Kabarecie Słuchajcie zaczęła rosnąć. Stała się ona nie tylko członkiem grupy, ale także liderem, twórcą wielu tekstów oraz menadżerem. Wspólnie z grupą zdobyła wiele nagród, także indywidualnych. Sama zaczęła również prowadzić warsztaty dla początkujących komików.

## Kariera solowa
W 2006 roku podczas nagrań HBO „Na stojaka” rozpoczęła występy przypominające stand-up. W 2009 roku odeszła z Kabaretu Słuchajcie, jak tłumaczyła: Dopiero, kiedy zaczęłam odkrywać nową formę, czyli właśnie stand-up bardziej, czułam się sobą. W swoich programach łączy gotowy materiał z improwizacją sceniczną oraz tzw. sztuką crowd-worku, czyli interakcji z publicznością. Występuje w klubach i dużych salach widowiskowych, także za granicą, m.in. w Wielkiej Brytanii, Irlandii, Holandii, Belgii i Niemczech. Od maja 2010 współtworzy grupę improwizacyjną Siedem Razy Jeden, do której należą także: Janusz Pietruszka, Przemysław Żejmo i Wojtek Kamiński. W październiku 2010 roku wystąpiła w programie Polsatu Stand up. Zabij mnie śmiechem. W listopadzie 2010 wraz z Abelardem Gizą i Kacprem Rucińskim współtworzyła projekt Stand-up Bez Cenzury. Początkowo komicy musieli tłumaczyć widowni, czym w ogóle jest stand-up. 30 stycznia 2011 roku założyła konto na YouTube, na którym zamieszcza fragmenty swoich solowych występów bądź całe programy, m.in. Bez filtra, Winna i Karma wraca.
W 2013 została współpomysłodawcą Gali Stand-up Comedy, która była pierwszą dużą trasą stand-upową. Od tamtej pory wzięła udział w pięciu edycjach przedsięwzięcia. 28 stycznia 2014 roku w gdańskim klubie muzycznym Parlament dała stand-upowy występ z Gizą i Rucińskim, który następnie został wydany na pierwszym stand-upowym DVD w Polsce pt. Stand-up: Bez cenzury. Ostatnią trasę z program Jeszcze to zakończyli w grudniu 2015 roku.
Od listopada 2014 roku jest gospodarzem sceny stand-upowej w Hybrydach w Warszawie. W 2019 roku wzięła udział w trasie Stand-up Show 2019 – The Best Of, na której pojawiło się łącznie ok. 100 tys. widzów. W marcu 2020 roku rozpoczęła na Instagramie cykl rozmów na żywo z komikami. Od 2022 występuje z programem Moje tabu.

## Filmografia
- 2003: Baśń o ludziach stąd jako nachalna statystka[36]
- 2007: Zamknięci w celuloidzie jako pielęgniarka[37]
- 2008: Rodzina Trendych jako Córka Trendy (serial kabaretowy)[38]
- 2018: Kryzys jako Katarzyna Piasecka we własnej osobie, odcinek: 1, 4 (Razem z Abelardem Gizą była również jego producentką)[39]

## Pełnowymiarowe programy stand-up
- 2008: Program bez tytułu
- 2010: Bez Cenzury
- 2016: Jeszcze to
- 2017: Bez Filtra
- 2019: Winna
- 2021: Karma Wraca
- 2023: Moje Tabu

## Programy z udziałem Katarzyny Piaseckiej
- 2006: HBO „Na stojaka!” Katarzyna Piasecka w monologu „Amanda – rwanie buraków”
- 2008: HBO „Na stojaka!” odcinek 206, 224
- 2009: HBO „Na stojaka!” odcinek 248[40]
- 2010: 1 edycja „Stand up. Zabij mnie śmiechem.” odcinek 2[41]
- 2010: HBO „Na stojaka!” odcinek 248
- 2010: HBO „Stand up Comedy Club” odcinek 2[42]
- 2011: Comedy Central „Comedy Central Prezentuje” odcinek 3
- 2013: Kuba Wojewódzki sezon 15, odcinek 7[43]
- 2013: „Tylko dla dorosłych” odcinek: 10, 22[44]
- 2013: „Dzięki Bogu już weekend” (gościnnie w odcinku 8)
- 2014-2015: Program “Szperacze.tv” w roli prowadzącej wraz z Grzegorzem Dolniakiem[45]
- 2014: „A la show” odcinek 37[46]
- 2014: „Dzięki Bogu już weekend” (gościnnie w odcinku 30)
- 2014: „Tylko dla dorosłych” z „kobiecym spojrzeniem” odcinki: 25-35
- 2015: “Na Ławeczce, czyli Jakub Rutka Na Żywioł” odcinek z 13.11.2015[47]
- 2016: Netflix „Seriously Funny”  występ razem z Rafałem Paczesiem[48]
- 2017: “Po oklaskach” odcinek 3[49]
- 2017: Comedy Central “Comedy Club” odcinek 9
- 2017: „Teraz stand-up” odcinek 1[50]
- 2017: Wszyscy na jednego, czyli roast Krzysztofa Diablo Włodarczyka[51]
- 2017: “Orłoś kontra”: Artur Andrus i Katarzyna Piasecka, odcinek 5[52]
- 2018: „Sit down Rozmowy o stand upie”  odcinek 4[53][54]
- 2018: Wojtek Jagielski “Na żywo” odcinek z 18.12.2018[55]
- 2020: Comedy Central „Comedy Club” odcinek 4
- 2025: "Masz Minutę" sezon 2 odcinek 7

## Katarzyna Piasecka w roli prowadzącej
- 2006: Kabareton opolski wspólnie z Piotrem Bałtroczykiem
- 2010: 31 Międzynarodowy Dziecięcy Festiwal Piosenki i Tańca w Koninie
- 2013: V jubileuszowa Gala Stand-up Comedy[56]
- 2014: Pożegnanie lata w Kwidzynie[57]
- 2014: EKO Festiwal Żubra w Mirosławcu[58]
- 2014: III seria „Tylko dla dorosłych” wspólnie z Kacprem Rucińskim i Rafałem Rutkowskim
- 2016: III Gala Stand up Comedy[59][60]
- 2017: Roast Rafała Rutkowskiego[61]
- 2019: 13 edycja Festiwalu Komedii SZPAK w Szczecinie[62]

## Nagrody indywidualne
- 2003: Statuetka Elvisa w kategorii „Najlepsza rola pierwszoplanowa żeńska” za rolę w filmie Małżonka na VII Międzynarodowym Festiwalu Wytwórni Filmów A’YoY, Zielona Góra
- 2003: Nagroda Indywidualna na Trybunałach Kabaretowych, Piotrków Trybunalski
- 2003: III miejsce za film „Małżonka” Katarzyny Piaseckiej na X Międzynarodowym Festiwalu Kina Niezależnego „Publicystyka”, Kędzierzyn – Koźle
- 2004: Statuetka Elvisa w kategorii „Pierwszoplanowa rola żeńska” za rolę w filmie Radosława Pająka „Najlepszy przyjaciel mężczyzny: na VIII Międzynarodowym Festiwalu Wytwórni Filmów A’YoY, Zielona Góra
- 2004: Wyróżnienie za aktorstwo na XX Przeglądzie Kabaretów PaKA, Kraków
- 2004: Nagroda Indywidualna na VI Ogólnopolskiej Giełdzie Kabaretowej PrzeWAŁka, Szczawno-Zdrój
- 2004: Nagroda Anonimowego Miłośnika FAMY na XXXIV Festiwalu Artystycznym Młodzieży Akademickiej FAMA, Świnoujście

Źródła: Plejada.pl, Dziennik Polski